# Ferdinand Zedlitz
Ferdinand Zedlitz (?- ?) byl severočeský továrník.
Začínal jako dílovedoucí a přádelnický mistr u firmy Josefa Zimmermanna v pobočce v Růžodole.
Po prodeji této továrny se Zedlitz rozhodl, že začne sám podnikat. Pronajal si proto přádelnu v Chrastavě, kterou ale brzy opustil a v roce 1896 se přesunul do Starého Habendorfu (dnes Stráž nad Nisou), kde koupil soukenickou továrnu. V této továrně provozoval přádelnu ovčí vlny, v roce 1904 se zde pak začala vyrábět mykací příze. Zedlitzova továrna přečkala úspěšně léta hospodářské krize, její konec znamenal až nucený odchod Ferdinanda Zedlitze a jeho rodiny do Německa v roce 1945.